# Oltre la bufera
Oltre la bufera è un film drammatico del 2019 diretto da Marco Cassini, su don Giovanni Minzoni, parroco antifascista ucciso nel 1923.

## Trama
Terminata la prima guerra mondiale, don Giovanni Minzoni, che aveva preso parte al conflitto come cappellano militare ed era stato più volte decorato, ritorna alla sua parrocchia di Argenta, un comune del Ferrarese, per riorganizzare la vita sociale e culturale della comunità di fedeli affidata alle sue cure. Il parroco deve affrontare innanzitutto l'ostilità dei socialisti motivata dall'anticlericalismo e dall'antimilitarismo.
Contemporaneamente, Augusto Maran, un insegnante ritornato anch'esso dalla guerra, pieno di rancore verso i socialisti che lo avevano avversato come interventista e nello stesso tempo desideroso di soddisfare la propria ambizione di supremazia a livello locale, organizza atti intimidatori e violenti con l'aiuto di squadristi del nascente movimento fascista provenienti anche da altre località dell'Emilia. L'attività sociale di don Minzoni (creazione di un doposcuola e di un teatro parrocchiale, circoli maschile e femminile, sezioni di scout) e il suo comportamento tollerante attenuano l'ostilità dei socialisti verso di lui; ma aumentano nel contempo l'aggressività di Maran e dei suoi seguaci. In seguito a una spedizione squadrista viene ucciso il socialista Natale Gaiba.
Maran rivolge quindi la propria attenzione a don Minzoni e alle sue opere. Il parroco rifiuta gli inviti dei fascisti a esporre la bandiera fascista e a iscriversi al partito. Guidati da Maran, i fascisti distruggono il teatro parrocchiale, intimidiscono i bambini delle associazioni cattoliche, le donne del circolo femminile organizzato dalla parrocchia. Le intimidazioni hanno pochi effetti: gli abitanti di Argenta si raccolgono sempre di più attorno alla figura del parroco. I fascisti cercano allora di schierare don Minzoni fra le proprie file offrendogli la carica di cappellano della milizia fascista; ma il parroco rifiuta anche questo compromesso. Maran cercherà di piegare il parroco con la violenza: la bastonatura si concluderà, forse inaspettatamente, con la morte del sacerdote.

## Produzione
Il progetto del film, ideato dall'attore Stefano Muroni assieme alla moglie Valeria Luzi , è stato prodotto dalla Controluce Produzione, con il sostegno di Emilia-Romagna Film Commission. Il film, girato nelle città di Mesola, Portomaggiore, San Vito di Ostellato e Ferrara nell’aprile 2018  conta oltre 70 ruoli tra protagonisti, ruoli secondari, figurazioni speciali e comparse, per un totale di 100 costumi d’epoca, oltre 15 le location interamente ricostruite sia in interno che in esterno e alcune scene arricchite con la presenza di macchine originali del 1923 e con mezzi della Prima Guerra Mondiale.